# Aleksander Regulski
Aleksander Tadeusz Regulski (ur. 28 października 1839 w Warszawie, zm. 15 listopada 1884 tamże) – drzeworytnik warszawski, czołowy przedstawiciel polskiej ksylografii.

## Życiorys
Czynny w latach 1861–1884; w latach 1861–1865 oraz 1868–1884 związany z „Tygodnikiem Ilustrowanym” w którym pełnił funkcję kierownika drzeworytni; nadzorował tam również ważny dział portretowy. W latach 1866–1867 kierował drzeworytnią „Kłosów”; w tym samym czasie prowadził z Janem Styfim własną pracownię drzeworytniczą. Swoje prace zamieszczał też w innych czasopismach i kalendarzach oraz wydawnictwach książkowych. Specjalizował się w portrecie, początkowo rytował również inne tematy; płodny twórca, autor kilku tysięcy drzeworytów.
Rytował m.in. dla Michała Andriollego (Procesja Bożego Ciała, Ku schyłkowi, Wigilia św. Andrzeja, Niewinny polityk), Bronisława Podbielskiego (Synagoga we Włocławku, Kościół P.M. w Warszawie i.in.), Magdaleny Buttowt-Andrzejkowiczówny (Jan Kochanowski nad zwłokami Urszulki), Franciszka Tegazzo (portrety aktorów: Jana Walerego Królikowskiego w roli Rodina i Heleny Modrzejewskiej w rolach Julii i Ofelii) oraz liczne portrety wg rysunków Jana Matejki i Józefa Buchbindera.
W 1873 roku na Wystawie Powszechnej w Wiedniu Aleksander Regulski zaprezentował swoje prace malarskie, za które został wyróżniony dyplomem uznania.